# Ministère des Richesses naturelles et des Forêts de l'Ontario
Pour les articles homonymes, voir Ministère des Richesses naturelles.
Le ministère des Richesses naturelles et des Forêts de l'Ontario (en anglais : Ministry of Natural Resources and Forestry) est l'agence du gouvernement de l'Ontario responsable entre autres des parcs provinciaux et des permis de chasses et de pêche.

## Liste des ministres
|  | Ministre             | Années          |
|  | -------------------- | --------------- |
|  | Leo Bernier          | 1972 - 1977     |
|  | Frank Miller         | 1977 - 1978     |
|  | James Auld           | 1978 - 1981     |
|  | Alan Pope            | 1981 – 1985     |
|  | Vince Kerrio         | 1985 - 1989     |
|  | Lyn McLeod           | 1989 - 1990     |
|  | Bud Wildman (en)     | 1990 - 1993     |
|  | Howard Hampton       | 1993 – 1995     |
|  | Chris Hodgson        | 1995 – 1997     |
|  | John Snobelen        | 1997 – 2002     |
|  | Jerry Ouellette      | 2002 - 2003     |
|  | David Ramsay         | 2003 - 2007     |
|  | Donna Cansfield      | 2007 – 2010     |
|  | Linda Jeffrey        | 2010 – 2011     |
|  | Michael Gravelle     | 2011 – 2013     |
|  | David Orazietti      | 2013 - 2014     |
|  | Bill Mauro           | 2014 - 2016     |
|  | Kathryn McGarry      | 2016 - 2018     |
|  | Nathalie Des Rosiers | 2018            |
|  | Jeff Yurek           | 2018            |
|  | John Yakabuski       | 2018 - 2021     |
|  | Greg Rickford        | 2021 - 2022     |
|  | Graydon Smith        | 2022 - en cours |